# Almost Plain Text
Almost-Plain-Text (APT, „fast Klartext“) ist eine vereinfachte Auszeichnungssprache zur Erstellung von Dokumentationen. Es wurde zusammen mit Version 2 des Projekts Apache Maven eingeführt und wird in dessen Teilprojekt Doxia weiterentwickelt, das ursprünglich unter dem Namen Aptconvert vom Unternehmen Xmlmind begonnen wurde.
Das Format besteht lediglich aus einfachem Text. Formatierungen werden ähnlich einem Wiki-MarkUp mit Einrückungen, Sonderzeichen und ähnlichem hinzugefügt. Ein Dokument, das im APT-Format vorliegt, kann zur besseren Lesbarkeit in verschiedene Formate, wie z. B. HTML, transformiert werden.